# Lotul Vișovan
Lotul Vișovan este numele sub care este cunoscut primul lot de deținuți politici  din Maramureșul istoric (și al doilea din județul Maramureș) de după Al Doilea Război Mondial. Acesta a fost format din 18 elevi și studenți care au făcut parte din gruparea legionară care a activat după război în Sighetu Marmației, Frăția de Cruce „Ionel Moța”. Gruparea, care s-a constituit în cadrul liceului „Dragoș Vodă” din Sighet, a avut ca lider pe profesorul suplinitor de chimie și fizică și politicianul legionar român, Aurel Vișovan. Acțiunile grupării s-au derulat în perioada 1946-1948, limitându-se la educația legionară a membrilor săi și la propagandă anticomunistă sau legionară, acestea desfășurându-se în arealul satelor de proveniență ale tinerilor. 
Odată membrii grupului arestați, aceștia au fost condamnați în 1949, pentru „uneltire contra ordinii sociale”, la pedepse privative de libertate în cadrul sistemului concentraționar comunist cu durată între 2 și 10 ani, cea mai mare pedeapsă primind-o Vișovan (membru mai vechi al Frățiilor de Cruce maramureșene, acuzat fiind că a activat în gruparea Popșa). Distribuiți în diverse închisori, o parte au beneficiat de „reeducarea” comunistă, intrând în cadrul acesteia în contact cu torționari precum Eugen Țurcanu și Maromet.  Doi dintre cei optsprezece au decedat în timpul detenției. În 1958, în perioada care a urmat revoluției din Ungaria din 1956, o parte dintre membrii lotului au fost reîncarcerați. Aceștia au avut parte de condamnări îndelungate, pronunțate între 1959 - 1961, dar care au fost reduse parțial la recurs.
Memoria istorică a membrilor grupului, în calitate de victime ale represiunii comuniste antilegionare, tinde să folosită în prezent, în mod deliberat, în procesul politic de relegitimare a extremei drepte din România. Acest proces apelează la construirea unei imagini de „erou pozitiv” (prin abordarea necritică a memoriei extremismului de dreapta românesc), care, se raportează la liderul grupării – Aurel Vișovan și de o imagine (contrazisă însă de supraviețuitori ai Lotului Vișovan), de participanți la lupta armată împotriva regimului comunist, pentru membrii Frăției de Cruce respective. La aceasta contribuie și identitatea sau similaritatea de nume și prenume care există între unii membri ai grupării Vișovan și alte persoane care s-au aflat, efectiv, în grupuri de rezistență armată ce au operat în zona Maramureșului.
La modul real evoluția lui Vișovan, ca supraviețuitor al procesului de reeducare de la Pitești, îl face să fie unul din exemplele de reversibilitate spirituală a dezumanizării, prin intermediul credinței religioase, iar lucrarea sa memorialistică „Dumnezeul Meu, Dumnezeul Meu, pentru ce M-ai părăsit?”, în care și-a povestit experiența detenției, a devenit una dintre cele mai importante texte, care, prezintă „reeducarea” desfășurată în închisoarea Pitești. Alți patru dintre foștii deținuți, înafară de Vișovan, au scris literatură memorialistică referitoare la detenția lor în penitenciarele României comuniste, dintre aceștia, cel mai prolific fiind Gheorghe Andreica. De asemenea, un studiu de caz, dedicat Lotului Vișovan, este ilustrat în celula 74 de la etajul II al Memorialului Victimelor Comunismului și al Rezistenței de la Sighetu Marmației, pentru a exemplifica activitatea rezistenței anticomuniste din Maramureș.

## Constituirea și activitatea grupării
Având calitatea de elevi sau de foști elevi (studenți la Cluj) ai liceului „Dragoș Vodă” din Sighetul Marmației, 18 dintre aceștia au format o grupare legionară, care, a activat după război în Sighetu Marmației, numită Frăția de Cruce „Ionel Moța”. Aceasta era inclusă Regionalei Frățiilor de Cruce din Ardealul de Nord. În 1948 cel mai în vârstă dintre membri grupării, Ion Virag avea 24 de ani, în timp ce restul abia împliniseră 17-18 ani. Liderul grupării era Aurel Vișovan, profesor suplinitor de chimie și fizică, student la fară frecvență la Facultatea de Drept din Cluj în anul IV. Frăția de Cruce „Ionel Moța” controla o organizație subsidiară intitulată Mănunchiul de prieteni.
Conform unei declarații din anul 1976 a lui Ion Gavrilă Ogoranu, recrutarea și educația celor recrutați erau făcute de Vișovan mai mult în baza principiilor naționaliste (foarte puternice la tinerii din Ardealul de Nord), decât în numele frăției de cruce și al Mișcării Legionare (necunoscută, conform lui Ogoranu, tinerilor din zonă). În practica sa, Vișovan a prezentat astfel frăția de cruce ca și o organizație de luptă atât împotriva regimului comunist, cât și pentru un viitor fericit al națiunii române. Conform unuia dintre membrii grupării (Gheorghe Andreica), frăția de cruce respectivă era o organizație de educație legionară, care, se ocupa cu educația naționalistă și creștină. La rândul ei Mănunchiul de prieteni se ocupa de învățarea și respectarea doctrinei legionare, baza educației fiind reprezentată de cele șase legi enunțate de Corneliu Zelea Codreanu în Cărticica Șefului de Cuib. Tot conform lui Andreica, activitatea membrilor grupării a fost limitată la ședințe (săptămânale), rugăciuni și cântece legionare, precum și la propagandă. . Conform lui Ioan Ilban aceasta a fost anticomunistă și legionară, iar acțiunile lor s-au limitat în arealul satelor de proveniență ale tinerilor (Ieud și Dragomirești) și s-au derulat în perioada 1946-1948.

## Detenția și acțiunea judiciară

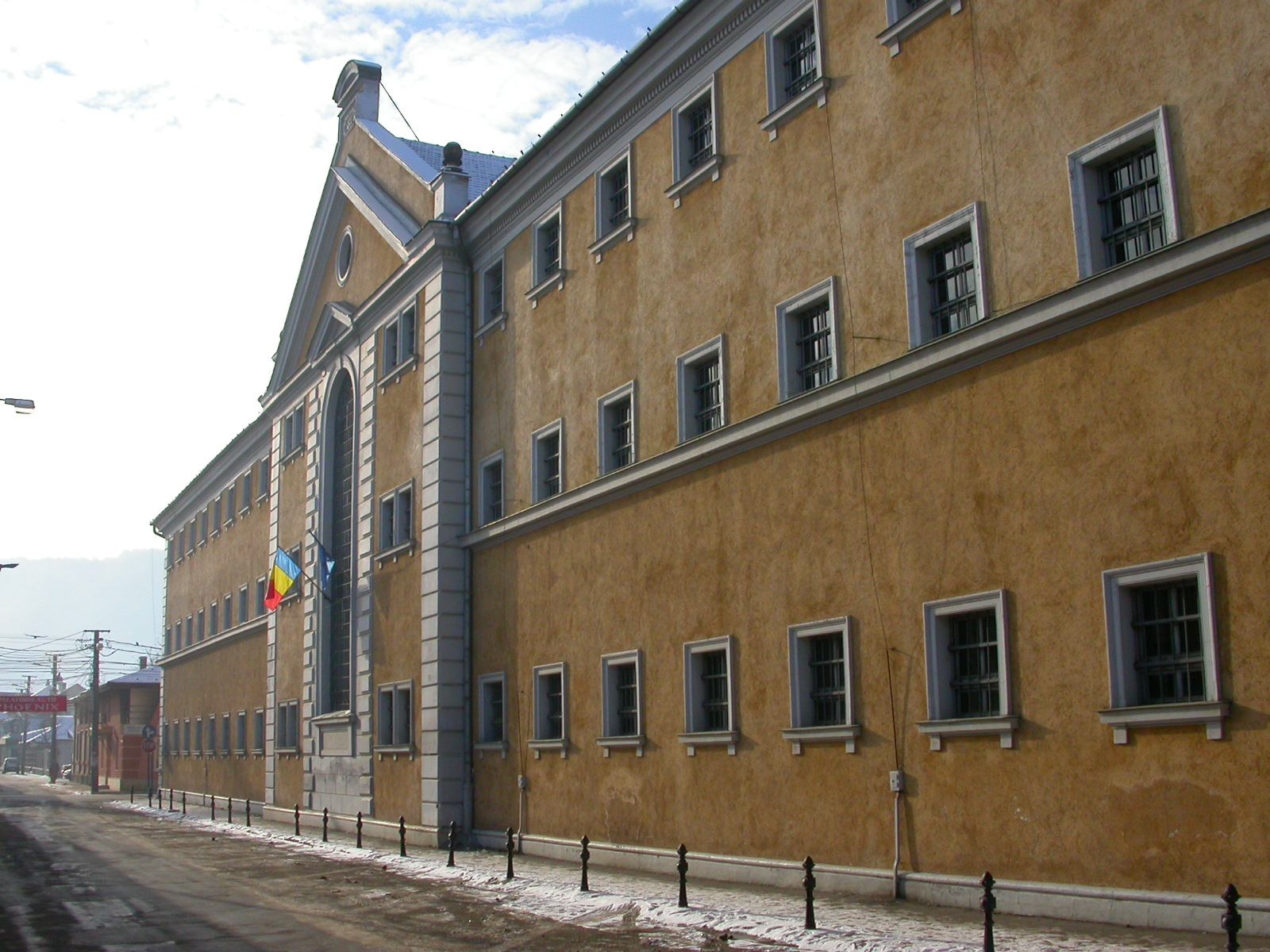
Fostul penitenciar de la Sighet.

La 21 august 1948 au fost arestați aproape toți membrii organizației, mai puțin Aurel Vișovan, care, fusese arestat pentru activitate legionară mai înainte cu două zile și Nelu Dunca, ce a stat ascuns 10 zile, după care s-a predat și el. Odată ajunși toți deținuții la Securitatea din Sighet, a fost adus Vișovan, care, i-a dezlegat de jurământul legionar și care a luat toată vina asupra lui, motivând că ceilalți erau doar niște copii.
Cei 18 elevi și studenți au fost încarcerați politic la închisoarea din Sighet constituindu-se în primul lot[A] de deținuți politici din Maramureșul [istoric de după Al Doilea Război Mondial] și au primit ulterior denumirea de „Lotul Vișovan”. După ce inițial membrii săi au stat în celule separate, respectivul grup a fost mutat în celula cu numărul 74 a închisorii aflate în cauză, unde, în pofida condițiilor s-a reluat în mod practic viața de școală, fiecare învățând din ce predau ceilalți. În luna decembrie 1948, regimul de detenție s-a înăsprit. La un moment dat Vasile Popșa, conducătorul unui grup de rezistență anticomunistă din Maramureș de pe valea Izei, a pus în discuție problema eliberării lor prin forță, însă doar la nivel de intenție.
În luna mai 1949 întregul lot a fost dus la Cluj, pentru proces, până la momentul căruia au stat tot împreună, într-o celulă în care erau înghesuiți 63 de deținuți. Deși Aurel Vișovan a luat totul asupra sa și a solicitat eliberarea celorlalți, toți au fost condamnați de către Tribunalul Militar Cluj pentru „uneltire contra ordinii sociale”.
La 29 august 1948 se aflau în închisoare următorii membri a ceea ce avea să fie ulterior cunoscut drept „Lotului Vișovan”:
- Aurel Vișovan, 22 de ani, profesor la liceul „Dragoș Vodă” din Sighetul Marmației, student în anul IV la Drept și conducător al grupării
| - Ion Virag, 24 de ani, notar, prieten cu Alexandru Vișovan - Mihai Vlad, 22 de ani, student - Nistor Man, 19 ani, elev - Costică Radu, 19, ani, elev - Ștefan De(i)ac, 19 ani, elev - Grigore Hotico, 19 ani, elev | - Ioan Ilban, 18 ani, elev - Gavrilă Coman, 19 ani, elev - Ioan Dunca, 16 ani, elev - Petru Codrea, 17 ani, elev - Petre (Petru după o altă sursă) Ulici, 19 ani, elev - Iuliu Vlad, 16 ani, elev | - Iosif Andreica, 15 ani, elev - Gheorghe Andreica, 17 ani, elev - Gheorghe Bulacu, 17 ani. elev - Vasile Dunca, 21 ani, elev - Ion Motrea, 20 ani, elev |
Membri grupului au fost distribuiți ulterior, în diverse închisori, trecând pe Jilava și Târgșor⁠(en)[traduceți]. Au beneficiat de „reeducarea” comunistă, intrând în cadrul acesteia în contact cu torționari precum Eugen Țurcanu și Maromet. Astfel Vișovan, fiind student, a fost dus mai întâi la închisoarea Pitești, apoi la Gherla, Baia Sprie și Aiud, beneficiind din plin de procesul de „reeducare” comunistă. După distribuirea inițială la Târgșor, unde era un regim mai suportabil, elevii au fost duși o parte la muncă forțată la Canalul Dunăre-Marea Neagră și o parte la Gherla (Ioan Ilban, Petru Ulici și Grigore Hotico), unde au avut parte și ei de un număr de luni de „reeducare”. Dintre cei optsprezece, doi au murit în închisoare, respectiv Ioan Virag, la Cluj și Găvrilă Coman la Brașov.
Un nou val de arestări, declanșat în România în 1958 în baza unor false acuzații de conspirație, legături cu străinătatea și a altor acuze similare, a condus la reîncarcerarea lui Aurel Vișovan, Ioan Motrea, Gheorghe Andreica, Ștefan Deac, Ioan Dunca, Vasile Dunca, Nistor Man, Constantin Rad și Gheorghe Bulacu. A avut loc un proces care a durat în intervalul 1959 - 1961 și care s-a soldat cu condamnări îndelungate, reduse parțial la recurs. Și la acest proces, Aurel Vișovan a încercat să ia toată vina asupra lui. Majoritatea celor rearestați au fost eliberați în 1964.

## Membrii grupului
Cei 18 membri ai grupului Frăției de Cruce din Sighet, au fost: 
- Aurel Vișovan,[7] din Sighetu Marmației,[11]  conducător al organizației, care, a și ținut legătura cu alte grupuri din România.[7] La origine membru al F.D.C. „Emil Șiancu” din Sighet, a fost acuzat la proces că a activat în gruparea Popșa.[5]  A fost condamnat la 10 ani (cea mai mare pedeapsă din întregul lot).[2] Rearestat în 1958, a fost condamnat în primă instanță la 25 de ani de muncă silnică.[10] A efectuat până la urmă 17 ani de detenție, în penitenciarele de la Sighet, Jilava, Pitești și Aiud.[5] Evoluția sa ca supraviețuitor al procesului de reeducare de la Pitești, în care a avut parte de spălarea creierului și de zdrobirea spiritului, îl face să fie unul din exemplele de reversibilitate spirituală a dezumanizării, prin intermediul credinței religioase.[13]
- Mihai Vlad, din Sighetu Marmației[11]
- Ioan Motrea, din Slatina de peste Tisa.[11] Reîncarcerat în 1958,[10] a fost condamnat în primă instanță 2 ani de închisoare corecțională.[10]
- Iuliu Vlad, din Rona de Jos[11]
- Petru[11] (Petre după o altă sursă)[4] Ulici, din Rona de Jos,[11] decedat în 1985[10]
- Gheorghe Andreica,[2] din Vișeu de Mijloc, [11] ce a fost condamnat la 2 ani (cea mai mică pedeapsă din întregul lot). După eliberare a studiat la Facultatea de Filologie din Cluj, fiind rearestat în calitate de element „periculos”[2] în 1958[10] și fiind condamnat la 16 ani de muncă silnică. Din beciurile Securității a ajuns în închisoarea de la Satu Mare. A fost grațiat în 1963, nefiind însă lăsat să termine Filologia. S-a înscris ulterior la Facultatea de Drept din Cluj și s-a transferat ulterior la București.[2] A lucrat ulterior ca jurist și consilier juridic. A scris și ulterior a publicat după 1989 literatură autobiografică despre experiențele sale în închisorile comuniste (vezi mai jos In memoriam – Literatură memorialistică) și cele de după 1964: Trăiască hoțimea română și Ultimul salut „Que Vivat la Republica”. Foștii săi colegi de suferință sunt evocați în cărțile Omul din Groapă. Povestiri din perioada cruntei terori comuniste, 1948-1964, Pentru o lingură de arpacaș: Meschinăriile lui Petre Pandrea de la închisoarea Aiud, 1959-1964, cele două volume Dumnezeul Meu, Dumnezeul Meu, pentru ce M-ai părăsit?, Cei doi muzicieni și Lumini care nu se sting. A scris, de asemenea, după mărturii ale unor supraviețuitori, lucrări despre procesul de „reeducare” comunistă de la Pitești, Gherla și Aiud: Masacrarea studențimii române: în închisorile de la Pitești, Gherla și Aiud (cu Voinea, Octavian) și Mărturii… Mărturii: Din iadul temnițelor comuniste (cu Atanasiu, Puiu).[14]
- Petru Codrea,[15] din Vadu Izei,[11] condamnat la 3 ani de închisoare pe care i-a executat în cea mai mare parte la Târgșoru Nou și ulterior în colonia de muncă de la Peninsula. A fost eliberat în 1951 și ulterior, împiedicat în mod repetat să-și facă facultatea.[16] A lucrat, ulterior, ca tipograf și a fost ultimul supraviețuitor din Sighet al „Lotului Vișovan”.[17] În luna septembrie 2022 i-a fost acordat titlul de cetățean de onoare al orașului Sighetu Marmației, ceea ce a provocat un protest din partea Institutului Național pentru Studierea Holocaustului din România „Elie Wiesel”.[15]
- Ioan Virag, din Bârsana,[11] notar la Ocna Șugatag și prieten al lui Aurel Vișovan,[4] decedat în închisoare la Cluj[10]
- Ștefan Deac, din Bogdan Vodă,[11] reîncarcerat în 1958[10]
- Ioan[11] (Nelu) Dunca,[2] din Ieud,[B][11] condamnat la 3 ani de închisoare (executați la Târgșor și Canalul Dunăre-Marea Neagră. Reîncarcerat în 1958, a fost condamnat la 16 ani de temniță grea, reduși la recurs la 6 ani (executați în lagărele grele de muncă forțată). A lucrat ulterior ca și tapițer.[16]
- Vasile Dunca, din Ieud,[11] reîncarcerat în 1958[10] și condamnat în primă instanță la 7 ani de temniță grea.[10]
- Grigore Hotico, din Ieud.[11] Rearestat în 1958, a fost condamnat în primă instanță la 7 ani de temniță grea.[10]
- Nistor Man, din Șieu,[11] a primit a doua cea mai grea pedeapsă din lot, fiind condamnat la 5 ani de închisoare. A executat însă, la final, încă 2 ani suplimentari,[16] fiind eliberat în 1955.[18] A fost reîncarcerat în 1958,[10] fiind acuzat de uneltire împotriva orânduirii sociale și condamnat în primă instanță la 22 de ani de muncă forțată, din care a executat doar 6, fiind eliberat în 1964.[18] A executat în total 13 ani de detenție la Sighet, Jilava, Târgșor, Poarta Albă, Peninsula, Galeș, Capu Midia, Constanța, Oradea, Satu Mare, Baia Mare,[16] Ostrov (la Salcia și Stoinești), Văcărești (în total 16 închisori și lagăre).[18] După ce a încercat de patru ori să-și facă studiile (primele două dăți fiind exmatriculat și a treia oară arestat), în final a absolvit, devenind profesor de limba franceză.[16] A fost decorat în iunie 2018 cu Ordinul Național „Serviciul Credincios” în grad de Cavaler.[19]
- Ioan Ilban, din Dragomirești,[C][1] a fost condamnat la 2 ani și jumătate,[1] fiind eliberat în 1951.[9] După eliberare, cu greu și-a finalizat liceul și cu foarte mare greutate reușit să se angajeze, datorită motivelor politice.[10]
- Coman Găvrilă, din Săliște,[11] decedat în închisoare la Brașov[10]
- Iosif Andreica,[7] din Călinești[11]
- Constantin Rad, din Călinești.[11] Reîncarcerat în 1958,[10] a fost condamnat în primă instanță la 20 de ani de muncă silnică[10]
- Gheorghe Bulacu,[7] din Budești, [11]acesta, condamnat la 3 ani închisoare corecțională, a fost eliberat în decembrie 1951 după ce a trecut pe la Jilava și Târgșor. Rearestat în 1958, a fost acuzat de continuarea activității dușmănoase la adresa regimului, de refuzul reeducarii în închisoare, de continuarea legăturilor cu foștii colegi de celulă, de faptul că ar fi ascultat posturi de radio clandestine și că ar fi încercat să organizeze o mișcare similară celei din Ungaria din 1956, precum și că ar fi cântat o colindă pe versuri de Radu Gyr, la un Crăciun, în casa preotului din Budești. În urma unui proces desfășurat în 1959, la Baia Mare, a fost condamnat la 15 ani de detenție, perioadă redusă ulterior la 4 ani și petrecută în coloniile de muncă din Balta Brăilei. În timpul detenției, care a durat până în 1962, s-a reîntâlnit în aceeași celulă cu Aurel Vișovan, care era mai mult mort decât viu, la acel moment.[8]

Ca și origine, profilul socio-cultural al membrilor grupării relevă că doi dintre arestați au provenit din familii de preoți greco-catolici, patru sunt fii de învățători și restul au provenit din familii de țărani gospodari.
Exceptându-l pe Petru Ulici (decedat în 1985) și pe cei doi decedați în închisoare (Coman Găvrilă și Ion Virag), restul Lotului Vișovan a supraviețuit până la schimbarea de regim din 1989. În luna mai 2019 mai erau în viață Petru Codrea, Ioan Dunca, Nistor Man și Ioan Ilban.

## Tentative de relegitimare

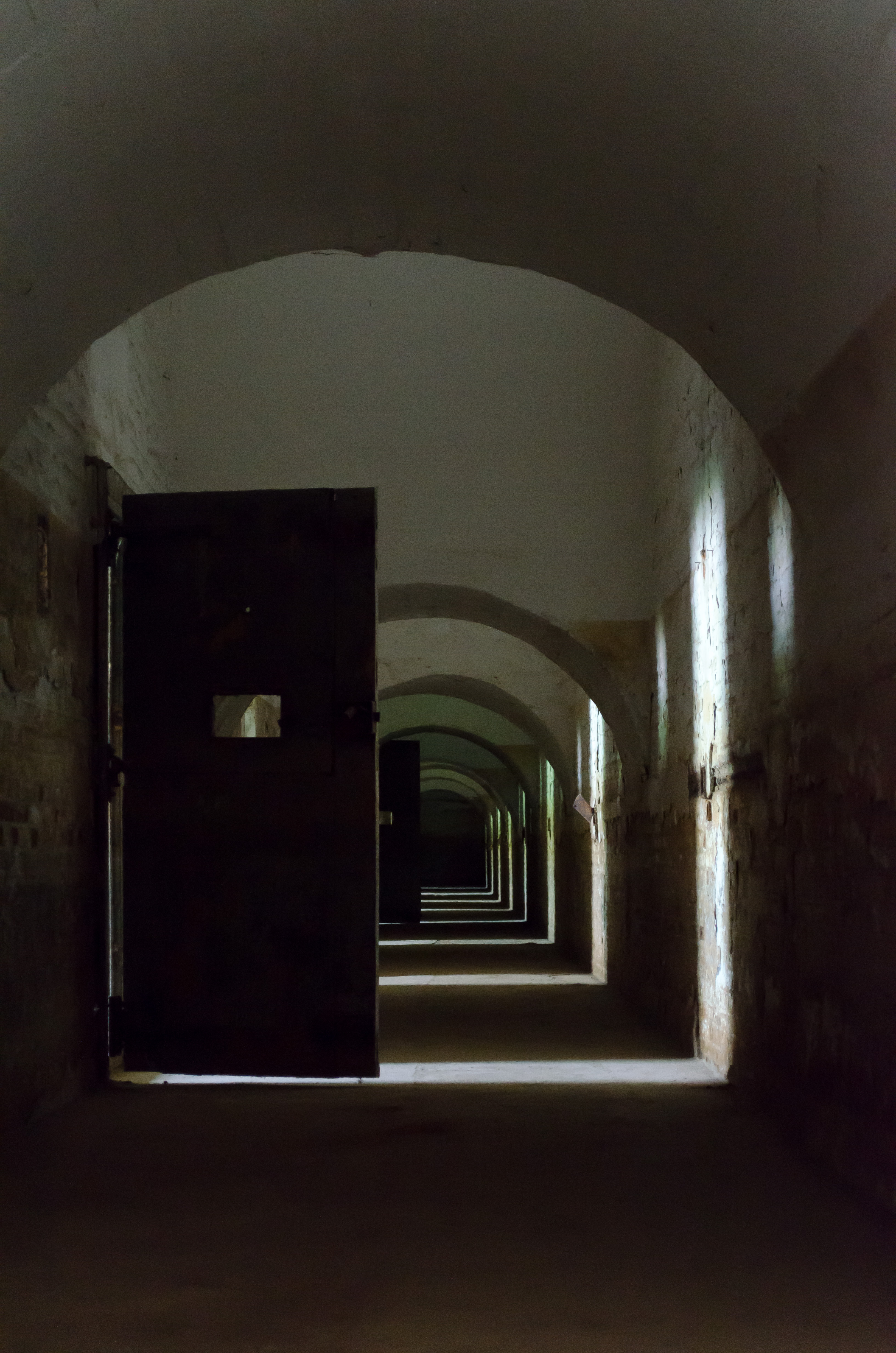
Imagine din penitenciarul de la Jilava.

După schimbarea de regim din 1989 au avut loc pe plan public dezbateri privitoare la relațiile dintre comunism și fascism, dezbateri în cadrul cărora s-a ajuns uneori chiar la o reabilitare sau chiar la o legitimare a mișcărilor și regimurilor de extremă dreaptă din anii 1930 și 1940, în contextul încercărilor de reabilitare a memoriei elitei politice sau intelectuale române din perioadele respective. În cadrul acestor dezbateri, registrul specific propriu al manifestărilor pe plan românesc, al celor două ideologii, a abordat relația dintre legionarism (fascismul românesc) și național-comunism (comunismul românesc). Această relație a fost discutată în paralel cu obiectivarea memoriei Holocaustului, în România. Discursurile memoriale și simbolurile afișate în spațiul public, care, se raportează la Holocaust sunt însă puternic antagoniste și printre tipurile de discurs care se disting, în acest sens, se află alături de cel prin care este luată în considerare memoria victimelor și de cel prin care memoria lor este discreditată, cel prin care este abordată necritic, memoria Mișcării Legionare prin idealizarea fie a liderilor sau a activiștilor sări, fie a elitei culturale extremiste.
Abordarea necritică a memoriei extremismului de dreapta românesc se face de către autorități, sau de către organizații civile, prin construirea unor imagini de „eroi pozitivi”  în raport cu lideri sau activiști legionari din trecut (precum Valeriu Gafencu, Ion Gavrilă Ogoranu, Aurel Vișovan, Corneliu Zelea Codreanu), omagii sau comemorări ori ridicarea de statui, în cinstea lor. Se face, de asemenea, prin atribuirea de nume ale unor membri ai elitei culturale interbelice, care, au adoptat valorile și ideologia extremei drepte (angajamente și poziții explicate ca fiind „erori de tinerețe”), unor străzi sau instituții, ori prin publicitatea făcută unor persoane condamnate ca și criminali de război. Fabricarea unei memorii publice inversate sau distorsionate, conduce la o ambiguitate a amintirilor, prioritizînd așa numitele „valori naționale ” în detrimentul valorilor umaniste și făcând loc extremismului de dreapta în memoria publică. Pe de altă parte, organizații neguvernamentale actualizează ideologia legionară prin prezentarea legionarismului ca și „mișcare spirituală”, exploatând caracterul creștin-ortodox al acestuia, precum și participarea membrilor săi în lupta armată împotriva regimului comunist din anii 1950. Ambele argumente sunt folosite pentru a-i oferi Mișcării Legionare un drept la recunoaștere publică, la comemorarea propriilor victime și la introducerea propriilor simboluri în spațiul public, drept susținut și de strategia prin care se echivalează represiunea împotriva extremei drepte cu manifestările Gulagului și ale Holocaustului.

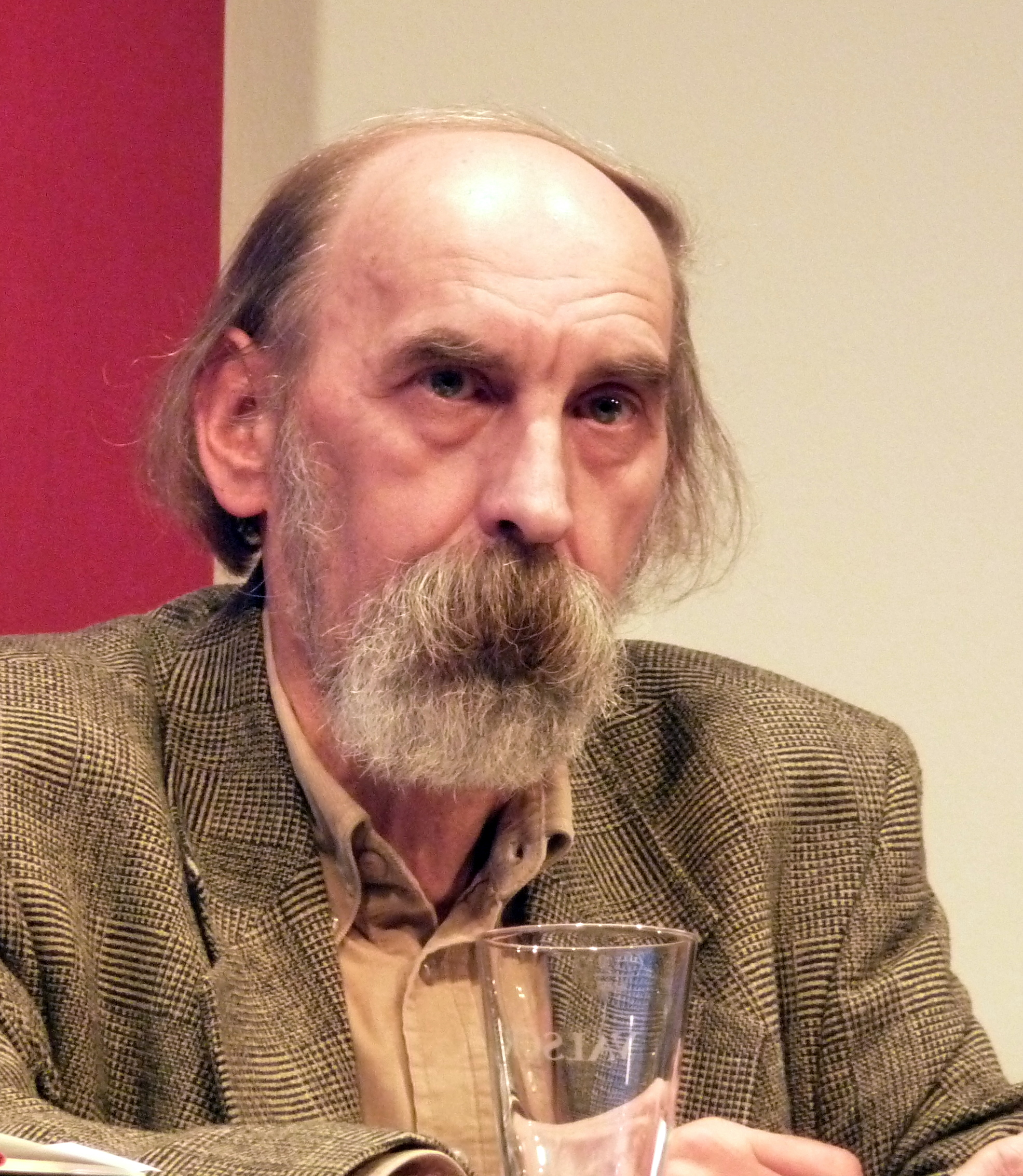
William Tototk, aici în 2010

În acest context, într-un interviu cu Marius Vișovan (la acel moment președinte a Filialei Maramureș a Asociației Foștilor Deținuți Politici din România), fiul (etichetat ca având o activitate „neolegionară stăruitoare”, de către William Totok), lui Aurel Vișovan, se întâlnește afirmația că tatăl său ar reprezenta una dintre cele mai cunoscute figuri ale rezistenței anticomuniste din județ și din țară, deși foști membri ai grupării Vișovan au afirmat că gruparea a fost  „de educație. Fără politică, fără arme” (Gheorghe Andreica) și că nu a acționat realizând altceva în mod practic, „în mod deosebit”, față de propagandă (Ioan Ilban). sau „refuzul de a participa la acțiunile propagandistice organizate de blocul partidelor comuniste.” (Ioan Ilban).
Cu referire la aceluiași tip de registru, grupul condus de Vișovan a mai fost etichetat în alte texte ca fiind „între cele mai importante grupuri de rezistență” (Vasile Țiplea), sau „organizație anticomunistă”.(Marius Vișovan) Este de menționat că nume aparținând membrilor Frăției de Cruce respective aparțin însă și altor persoane care s-au aflat efectiv în grupuri de rezistență armată ce au operat în zona Maramureșului, precum Ioan Dunca Joldea – tot din Ieud (tatăl elevului Ioan Dunca), Ilban Ioan (țăran) și respectiv Ilban Ion (al lui Vasile) – tot din Dragomirești.

## In memoriam

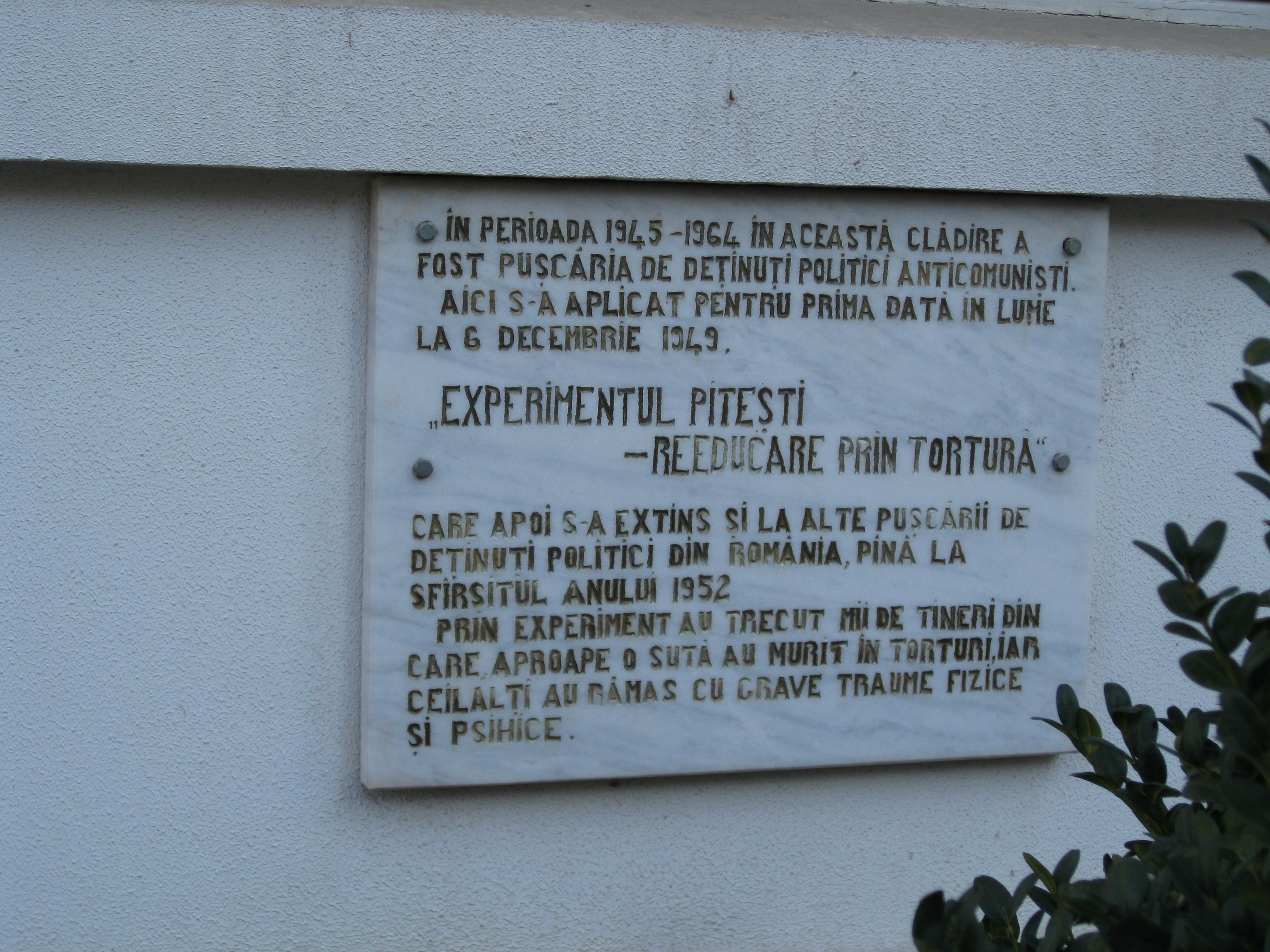
Placă memorială amintind de reeducarea inițiat la Pitești și extinsă apoi în alte centre de detenție politică, plasată la intrarea în fosta închisoare

Experiența detenției a fost relatată de către Aurel Vișovan în cartea „Dumnezeul Meu, Dumnezeul Meu, pentru ce M-ai părăsit?”, realizată cu sprijinul tovarășului său de închisoare, Gheorghe Andreica. Lucrarea este una dintre cele mai importante texte cu caracter memorialistic, care, prezintă procesul de reeducare de la Pitești sub diversele sale aspecte. Exceptându-l pe Vișovan, au mai publicat cărți în care și-au descris experiența detenției Gheorghe Andreica, Petru Codrea, Ioan Dunca și Nistor Man.
Un studiu de caz, dedicat Lotului Vișovan este ilustrat la etajul II în sala (celula) 74 a Memorialului Victimelor Comunismului și al Rezistenței de la Sighetu Marmației, pentru a ilustra activitatea rezistenței anticomuniste din Maramureș.
În luna februarie 2022, în incinta Colegiului Național „Dragoș Vodă” din Sighet a fost inaugurată o placă omagială dedicată foștilor elevi ai acestui liceu, membri ai Mișcării Legionare, care, au fost în detenție în timpul regimului comunist. În septembrie același an lui Petru Codrea, singurul supraviețuitor al Lotului Vișovan de la acea dată, i-a fost acordat titlul de cetățean de onoare al orașului din partea Consiliului Local Sighetu Marmației. Aceste 2 acțiuni, prin care autoritățile locale au cinstit reprezentanți ai extremismului legionar (actual interzis de lege), au fost considerate de către Institutul Național pentru Studierea Holocaustului din România „Elie Wiesel” ca fiind ilustrative, pentru lipsa de standarde și de asumare a politicii memoriale a statului român de către administrațiile locale și regionale. De altfel, institutul a solicitat retragerea titlului acordat lui Codrea, iar placa comemorativă a fost demontată la o săptămână după instalare.
Literatură memorialistică
- Vișovan, Aurel:[10] „Dumnezeul Meu, Dumnezeul Meu, pentru ce M-ai părăsit? (2019,[38] în colaborare cu Andreica, Gheorghe)[2]
- Andreica, Gheorghe:[10] Memoria închisorii Sighet (1999, în colaborare cu Rațiu, Alexandru & Pătrașcu, Gheorghe & Dunca, Ioan & Dobeș, Andreea & Ciupea, Ioan & Roșca, Nuțu & Secașiu, Claudiu),[39] Cu ghiozdanul la închisoare și Adio, pușcărie din Sighetu-Marmației[12] (2003),[40] De la Cluj la Satu-Mare[12] (2001),[40] Târgușorul Nou, închisoarea minorilor, 1948-1950[14] (2000),[40] Șeriful[14] (2001),[41] Urmărirea[14] (2001),[40] Mult dorita Libertate[14] (2001)[40]
- Codrea, Petru:[10] Maramureș, credință și jertfă. Dialog cu fostul deținut politic Petru Codrea (2018, scrisă de Vișovan, Marius[42] – fiul lui Alexandru Vișovan)[28]
- Dunca, Ioan:[10] Memoria închisorii Sighet (1999, în colaborare cu Rațiu, Alexandru & Pătrașcu, Gheorghe & Andreica, Gheorghe & Dobeș, Andreea & Ciupea, Ioan & Roșca, Nuțu & Secașiu, Claudiu),[39] Aur și noroi (2004)[43]
- Man, Nistor:[10] Sfinții pe care i-am întâlnit – O convorbire cu Traian Călin Uba (2012)[44]